# Султан Сагат-Гирей
Князь Султан Сагат-Гирей Мамат-Гиреевич  (1809—1856) — представитель одной из младших ветвей крымской ханской династии Гиреев (чингизид), полковник российской армии. Участник польской и кавказской кампаний.

## Биография
Третий сын войскового старшины, князя Султана Магомет-Гирея (?—1821). Младший брат адыгского просветителя Султана Хан-Гирея.
Родился в 1809 году, воспитывался у дворянина Дударука, аул которого находился между современнымы посёлком Яблоновским и аулом Новая Адыгея.
В сентябре 1830 году Султан Сагат-Гирей поступил на военную службу в лейб-гвардии Кавказского-Горский полуэскадрон Его Императорского Величества конвоя в чине оруженосца. Участвовал в подавлении польского восстания (1830—1831). Был награждён знаком отличия Военного ордена, польским знаком ордена «За воинские достоинства» 5-й степени.
В мае 1832 года был произведен в юнкера. 29 ноября 1832 года был произведен в корнеты по кавалерии, был прикомандирован к штабной роте. «За отличия против непокорных горцев» награждён орденом св. Анны 4-й степени с надписью «За храбрость» (май 1836). Подпоручик — с 15 июня 1837 года. Участвовал во встрече пребывавшего на Кавказе императора Николая I.
27 марта 1838 года Султан Сагат-Гирей был произведен в поручики, а в 9 мая 1842 года произведен в штабс-капитаны. В 1844 году был ранен в боях с горцами. Переведен вновь в императорский конвой 22 августа 1844 года «с командированием на Кавказ с 13 февраля 1845 года для особых поручений при Главнокомандующем Отдельным Кавказским корпусом». 20 октября 1845 года был произведен в ротмистры. Награждён орденами св. Анны 2-й степени, св. Анны 3-й степени с бантом, св. Владимира 4-й степени с бантом.
В 1856 году в чине полковника Султан Сагат-Гирей присутствовал на коронации нового императора Александра II как представитель черкесского народа.
В октябре 1846 года был назначен офицером для особых поручений при главнокомандующем на Кавказе. Постоянно проживал в Кубанской области, где был убит в станице Кавказской в 1856 году.
Был женат. Сыновья — Морош-Гирей, Шахом-Гирей, Арслан-Гирей, Хан-Гирей (род. 1835), Крым-Гирей (род. 1835), Мурат-Гирей (род. 1839), Азамат-Гирей (1843—1896) и Магомет-Гирей (род. 1845). Дочери — Хатифа, Фатима, Фатьше (род. 1837), Альше (род. 1841).